# Semidalis lolae
Semidalis lolae är en insektsart som beskrevs av Monserrat 1983. Semidalis lolae ingår i släktet Semidalis och familjen vaxsländor. Inga underarter finns listade i Catalogue of Life.